# Castell de Blancafort
|  | Per a altres significats, vegeu «Castell de Blancafort (Gombrèn)». |

El Castell de Blancafort és una fortificació al terme de Cercs (Berguedà) declarat bé cultural d'interès nacional. Està situat al cap rocós de la serra de Blancafort (1176 m.) entre el tossal de la Guàrdia i el serrat de la Figuerassa, al terme municipal de Cercs, comarca del Berguedà. L'estat actual del castell és d'abandó i molt derruït. Aquest castell facilitava la comunicació entre els diferents castells que posseïa Pere de Berga, repartits per la zona que dominava. Aquest castell està documentat des de l'any 1174. Molt a prop de l'edifici del castell hi ha l'església de Sant Miquel, composta per una sola nau i un absis semicircular; aquesta església va ser construïda també al segle xii.

## Arquitectura
El castell o força de Blancafort, es va construir a la part més alta d'un turó, al cim d'una penya de pedra blanca, situada en una zona on hi ha els límits entre l'alt i el baix Berguedà. Està orientada al sud i a uns 1.175 metres d'altitud, des d'aquest punt s'albira una bona extensió de terreny del Berguedà i diversos trams del riu Llobregat, al tram de la Baells i de Cercs. A la part del darrere del castell, hi ha la vall de Vilosiu o de les Garrigues i els Rasos de Peguera. L'edifici del castell està orientat al Sud, i té una forma trapezoïdal, l'extrem occidental està situat arran del single, s'adapta al relleu, i té una forma arrodonida. Els altres angles de l'edifici són ben marcats, la paret que dona al nord és la més llarga amb uns 8 metres de longitud, el mur nord-est fa 3,85 metres, i el gruix de les parets és de 85 cm. Actualment trobem encara dempeus part d'una torre i restes d'alguna altra construcció que correspondrien a l'antiga capella del castell: l'absis i dos murs. Des del lloc es domina un ampli espai de l'Alt Berguedà. La torre és de planta circular a la banda del cingle i de paraments rectes cap a l'interior. Queda en un penyal força elevat entremig d'un bosc de pins, una fita visual.

## Història
Castell termenat documentat el 1166 per primera vegada. Entre 1171 i 1174 es concreta força bé la seva existència. Al s. XIV trobem diverses notícies. El 1365 el rei el ven a Pere Fresch de Berga. Entre els s. XV i XVII trobem altres mencions històriques. El 1905 ja es trobava en ruïnes, però el 1965 els amics dels castells iniciaren obres de restauració.
Al segle X els terrenys de Vilosiu, indret on hi ha edificat el Castell de Blancafort depenien del castell de Madrona; aquest castell se suposa que es trobava a prop de Queralt, posteriorment, al segle xii, passa al terme del castell de Peguera.
L'any 1166 el rei Alfons I de Catalunya-Aragó, va concedir a Pere de Berga la Força o casa forta, que aquest havia construït a l'indret de Blancafort, a canvi d'un jurament de fidelitat, en nom seu i dels seus successors. Pel que es pot llegir en un document que es conserva al Liber feudorum maior, fa pensar que la fortificació feia poc que estava acabada o bé en procés de construcció, el mateix topònim de Blancafort ja porta a pensar que en aquest indret devia haver-hi algun tipus d'edifici defensiu. El 1174 en un altre document ja es fa esment del Castrum de Blancafort.
Pere de Berga tenia a l'època de la construcció del castell, una manifesta enemistat amb els vescomtes del Comtat de Berga, Blancafort és molt proper a Madrona i Espinalbet, els quals pertanyien al vescomte, aquesta enemistat porta als historiadors a pensar que aquest fos el motiu de la construcció del castell, també és probable que el fet de tenir aquest indret fortificat li facilites la comunicació entre la vila de Berga, on els Berga tenien la casa forta i els castells de Peguera i de Fígols.
L'any 1309 el castell va passar a mans del rei Jaume II de Catalunya-Aragó, després d'una permuta de la seva propietària, Sibil·la de Pallars (neta de Sibil·la de Berga) amb el rei Jaume II.
Berenguer d'Oms, conseller reial n'era el propietari, el 1358. El 1363 va ser venut per 4.000 sous, per la reina Elionor, a Pere Fresc. En un fogatjament fet entre el 1365 i el 1370, Pere Fresc, tenia en propietat el Castell de Blancafort i la casa de Merolla, de la qual depenien 24 focs, molt probablement cases o masos. L'any 1381, segons un fogatjament, al castell de Blancafort hi havia cinc focs i dins el seu terme dinou més.
Duran la guerra civil catalana, que es va produir a finals del segle xv, el castell encara podia ser utilitzat com a fortificació. El juliol de l'any 1463 va ser ocupat per Guillem de Vila-Setrú, capità del rei.

## Galeria d'imatges

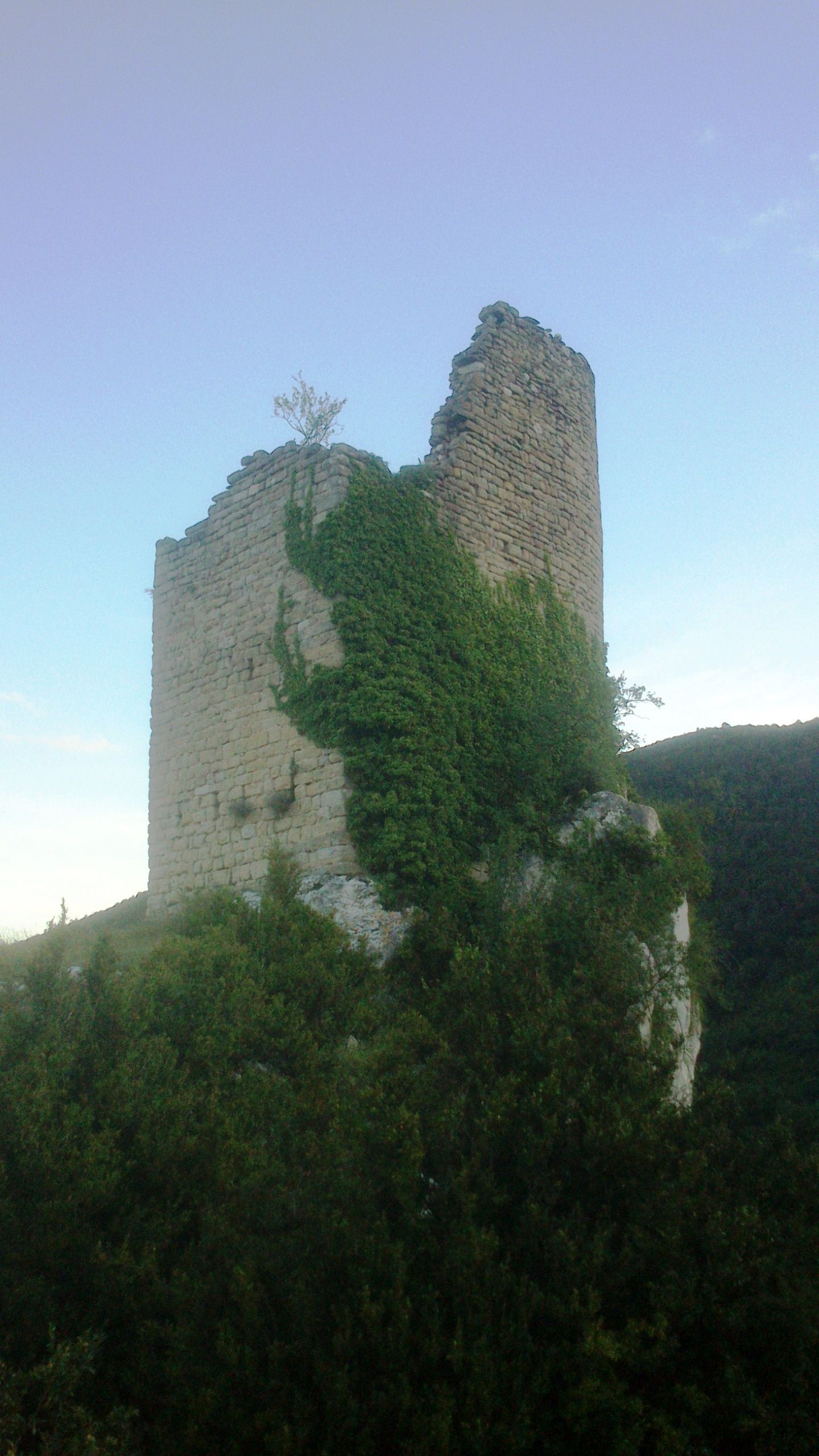
Castell
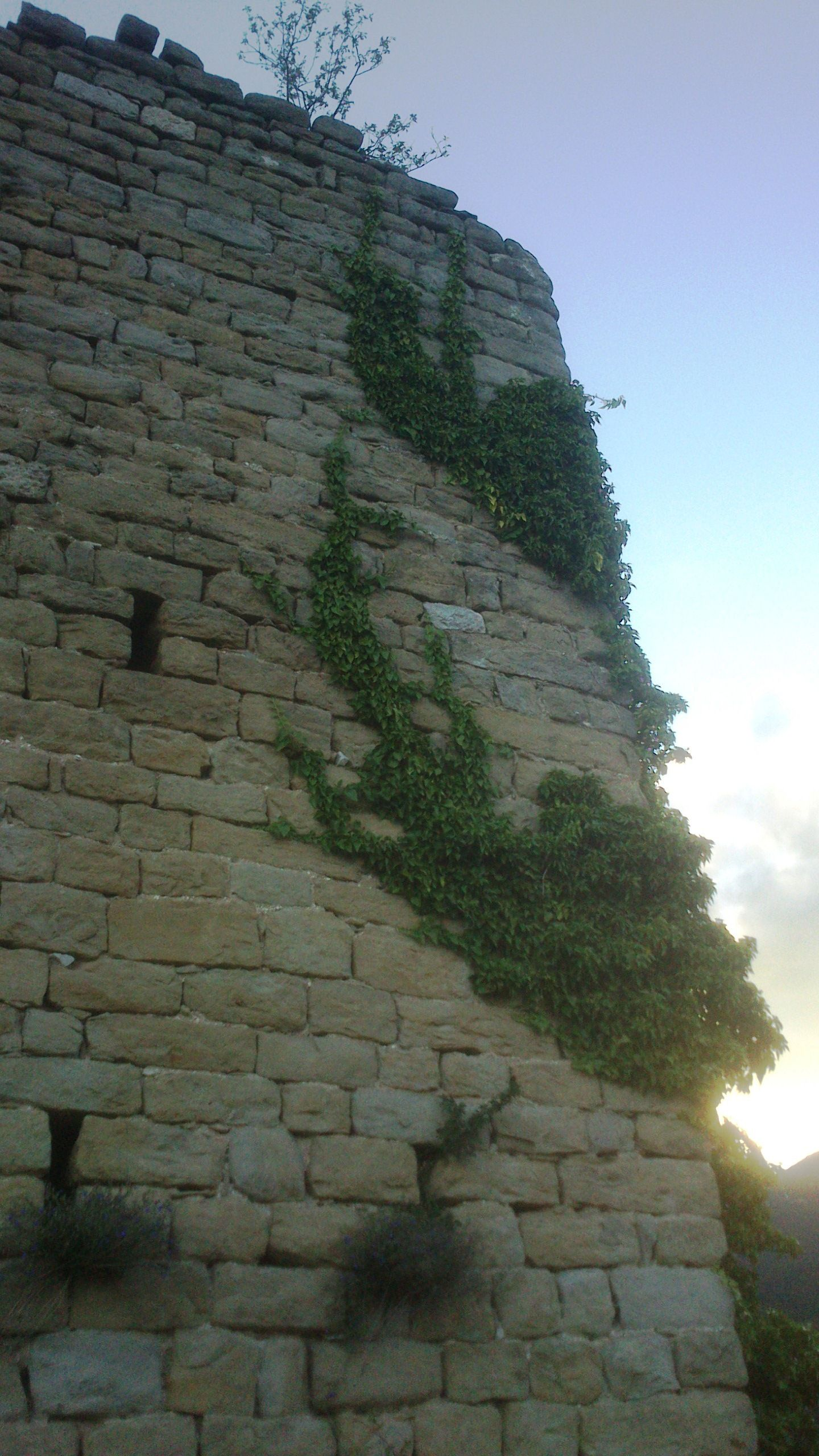
Castell
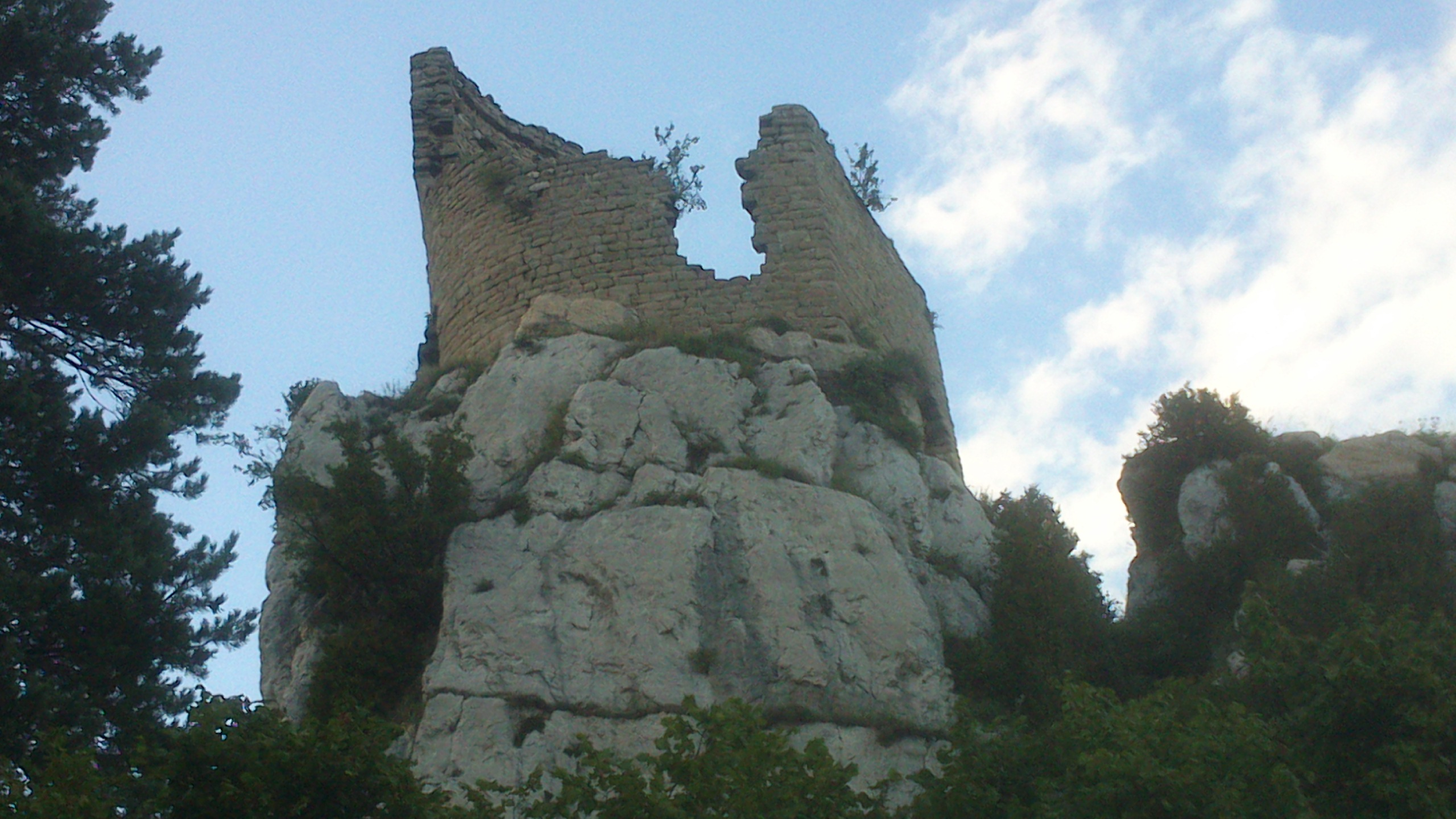
Castell
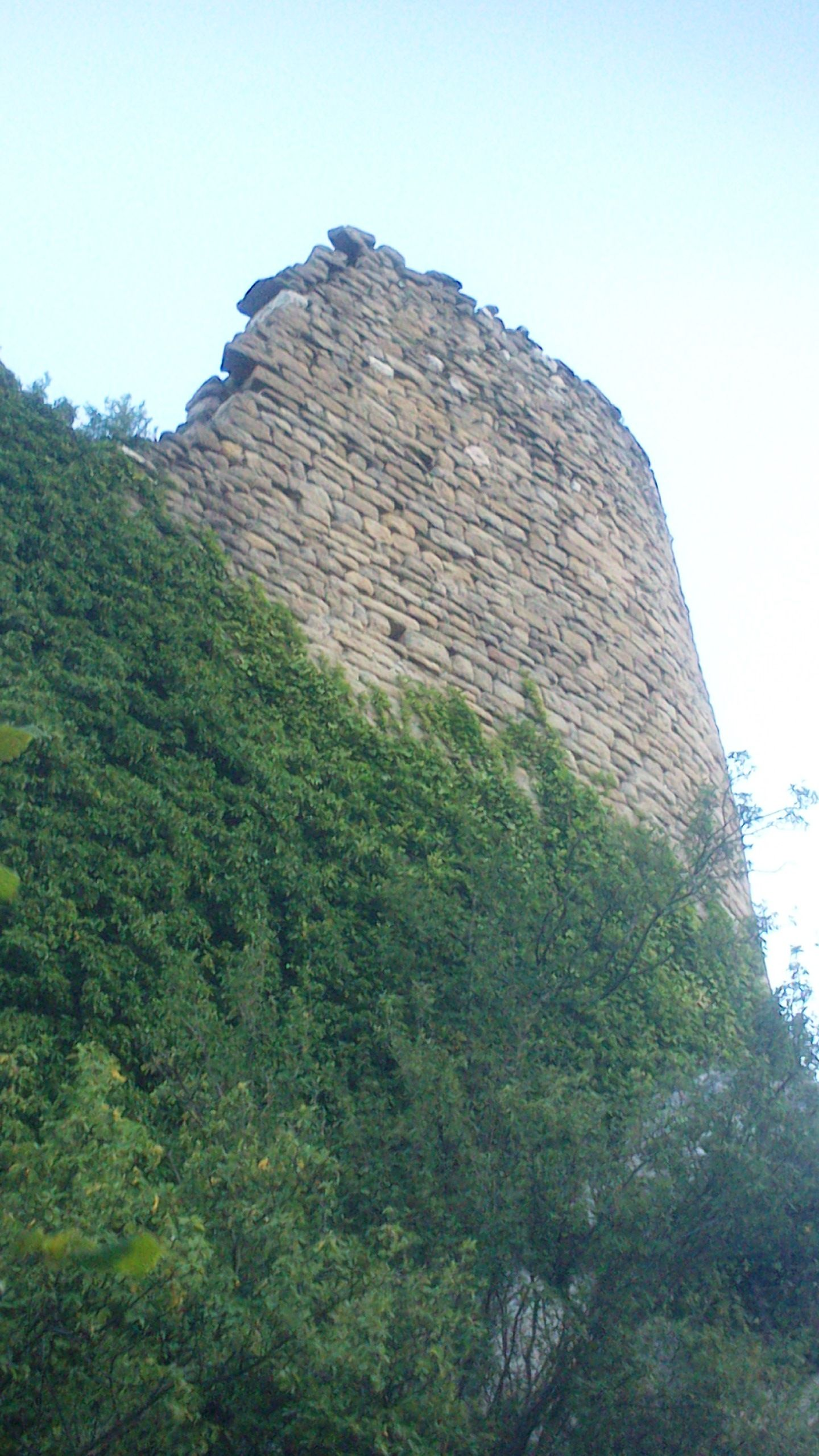
Castell
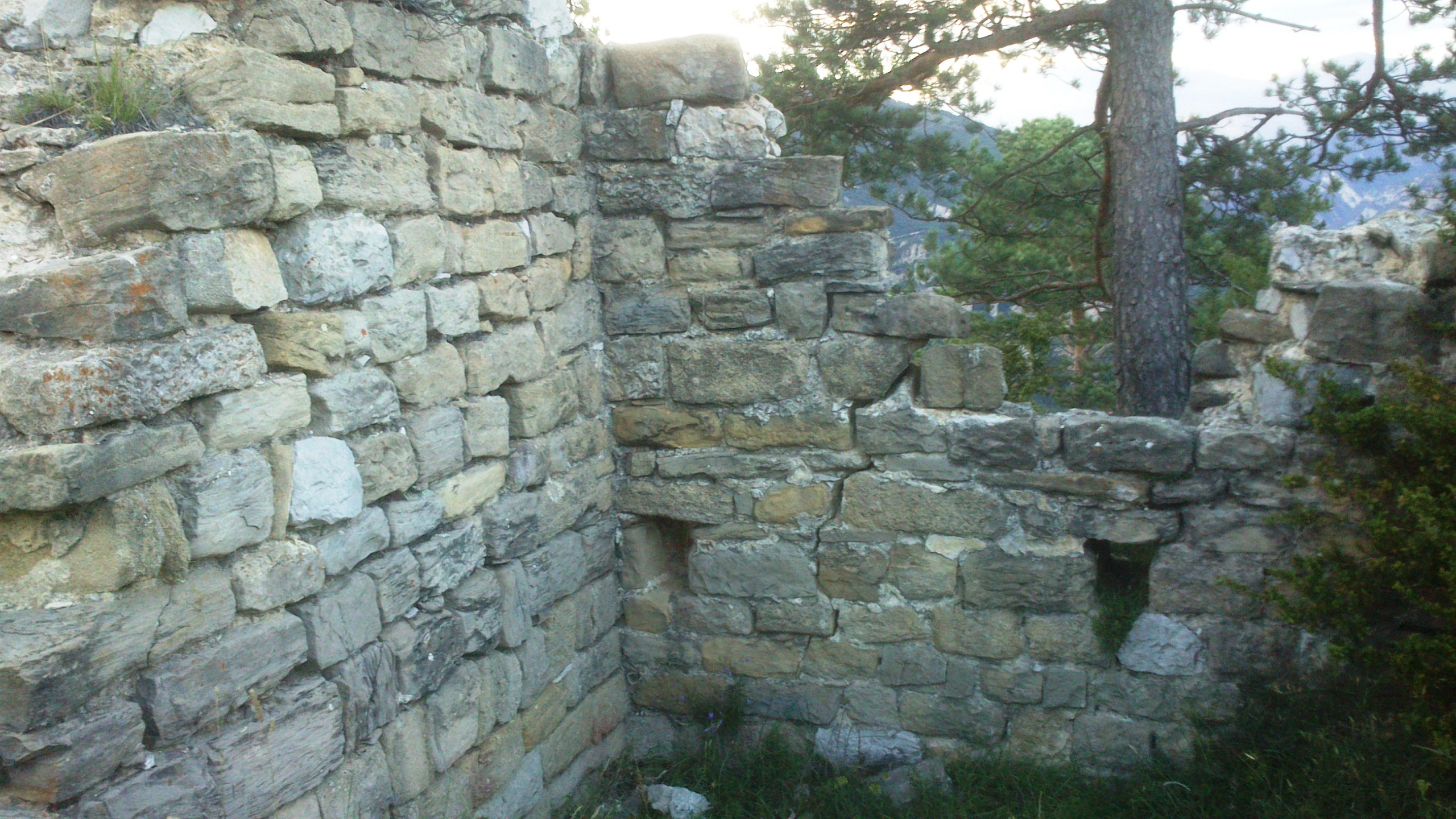
Restes de l'església.